# Qax Rayonu
Qax Rayonu är ett distrikt i Azerbajdzjan. Det ligger i den nordvästra delen av landet, 280 km väster om huvudstaden Baku. Antalet invånare är 53 246. Arean är 603 kvadratkilometer.
Terrängen i Qax Rayonu är varierad.
Följande samhällen finns i Qax Rayonu:
- Qax
- Çinarlı
- Qaxbaş
- Qax İngiloy
- Gyullyuk
- Qum
- Lyakit
- Tasmalı
- İlisu
- Qorağan
- Şotavar
- Turaclı
- Zarna
- Marsan
- İngiloy Kötüklü
- Beyuk-Alateymur
- Qıpçaq
- Emberchay
- Qaratala
- Lyalyalo
- Oncallı
- Lyalyapasha
- Meshabash
- Baydarlı
- Qaysarlı
- Aşağı Malax
- Qazmalar
- Ləkit Kötüklü
- Syusgen
- Sarıbaş
- Tanqıt
- Amanlı
- Lekit Malakh
- Karamesha

Trakten runt Qax Rayonu består till största delen av jordbruksmark. Runt Qax Rayonu är det ganska glesbefolkat, med 38 invånare per kvadratkilometer.